# Каменский, Андрей Александрович
Андрей Александрович Каменский (24 октября 1946, Москва — 1 апреля 2023) — российский учёный. Доктор биологических наук (1986), заслуженный профессор МГУ (2003), заведующий кафедрой физиологии человека и животных биологического факультета МГУ (с 2007). Лауреат Ломоносовской премии МГУ (1996).

## Биография
В 1963 году начал работать рабочим в экспедиции МГУ.
Окончил с отличием биолого-почвенный факультет МГУ в 1969 году по специальности «Физиология человека и животных», учился там с 1964 года.
В 1969—1972 годах учился в аспирантуре. Кандидат биологических наук (1973), по теме, посвященной исследованию механизма действия некоторых психотропных веществ галлюциногенного действия.
В 1987—1993 годах — заместитель декана биологического факультета по повышению квалификации.
Докторская диссертация была посвящена исследованию ряда пептидов, обладающих психотропной активностью и изучению зависимости характера эффектов от структуры препарата.
С 1993 года профессор кафедры физиологии человека и животных биологического факультета.
С 2007 года заведующий кафедрой физиологии человека и животных биофака МГУ. Возглавляет по совместительству лабораторию молекулярных основ регуляции поведения Института молекулярной генетики РАН.
Председатель диссертационного совета по физиологии человека и животных при МГУ (с 2013 года) и член двух других диссертационных советов.
Был кандидатом в члены-корреспонденты РАН.
Член редколлегии журнала «Молекулярная генетика, микробиология и вирусология» (1992), член редколлегии журнала «Успехи современной биологии».
Скончался 1 апреля 2023 года.

## Награды и премии
- 1997 — медаль «В память 850-летия Москвы»
- медаль «Ветеран труда»
- 2002 — премия правительства РФ в области науки и техники за разработку и ведение в практику лекарственного препарата.
- 1996 — премия имени М. В. Ломоносова 1 степени (совместно с профессором И. П. Ашмариным) за цикл работ «Фундаментальные исследования нейропептидов как основа создания новых лекарственных средств».

## Членство в организациях
- 1973 — член Российского физиологического общества.
- 1980 — член Российского общества фармакологов.
- Член Российского научного общества Российской Федерации[прояснить][4].

## Цитаты
Мы свой организм знаем в миллион раз хуже океана или космоса. Мы вообще ничего не знаем. Мы иногда не знаем принципов работы элементарных систем, элементарных лекарств, вроде аспирина. И не знали, что у нас в носу есть вомеро-назальный орган, в два раза больше, чем у лошади. Хватились, открыли только что.
В интервью Лента.ру 18 мая 2009